# ФК Печуј
ФК Печуј (мађ. Pécsi Mecsek Football Club) је фудбалски клуб из Печуја, Мађарска. Утакмице играју на домаћем вишенаменском стадиону ПМФЦ, капацитета од 10.000 гледалаца, 3.300 седења и 6.700 стајања. Боје клуба су црна и црвена.

## Историја
Данашњи клуб ФК Печуј је формиран 16. фебруара 1973. године спајањем четири различита клуба. Ти клубови су били ФК Печуј Дожа (Pécsi Dózsa), ФК Ерцбањас СК (Ércbányász SC), Хељипари СК (Helyipari SC) и ФК Печуј Епитек (Pécsi Építők). Током 1974. године и пети клуб им се придружио ФК Печуј Бањас (Pécsi Bányász).
ФК Печуј је успео да уђе у Прва лига Мађарске у фудбалу|прву мађарску лигу 1955. године, где је играо све до 1975. године, осим сезоне 1958/59 када је играо у другој мађарској дивизији. ФК Печуј је такође играо у другој лиги у сезони 1975-76 и следеће сезоне је већ опет постао првак лиге и пласирао се у виши ранг такмичења.
Највећи успех клуба је освајање мађарског купа 1990. године. Највећу посету на свом стадиону, од 17.000, гледалаца ФК Печуј је имао 19. априла 1986. године када је изгубио од ФК Хонведа резултатом 4:2.

## Име клуба
- 1950: ФК Печуј Дожа,
- 1956: ФК Печуј Барања Дожа,
- 1957: ФК Печуј Дожа,
- 1973: ФК Печуј Мункаш, уједињење са(Pécsi Bányász SC), (Pécsi Ércbányász SC), (Pécsi Helyiipar SK) и (Pécsi Ép) -->
- 1995: ФК Печуј Мечек, (Pécsi Mecsek FC)

## Признања
- Прва лига:
  - Други (1): 1985/86
  - Трећи (1): 1990/91

- Друга мађарска лига:
  - Победник (3): 1958/59, 1976/77, 2002/03

- Куп Мађарске:
  - Победник (1): 1990
  - Финалиста (2): 1978, 1987